# Belagerung des Montségur
Die Belagerung des Montségur war eine militärische Auseinandersetzung im Frankreich des hohen Mittelalters, in der ein Heer des französischen Königs die Burg auf dem Montségur (französisch: Mont sûr, deutsch: sicherer Berg) belagerte, dem letzten Rückzugsort der während des Albigenserkreuzzugs (1208–1229) im Languedoc verfolgten Anhänger der katharischen Religion, die von der römisch-katholischen Kirche als häretisch eingestuft worden war. Die Belagerung dauerte zehn Monate vom Mai 1243 bis zum 16. März 1244 und endete mit der Kapitulation ihrer Verteidiger, nach der am Fuß des Bergkegels (okzitanisch: Pog) eine große Anzahl Katharer verbrannt wurde.

## Hintergrund
Die Burg auf dem Montségur war ursprünglich wie nahezu alle Befestigungsanlagen im okzitanischen Süden des heutigen Frankreichs auch eine befestigte Ortschaft (castrum) und steht heute aufgrund ihres historischen Hintergrunds synonym für die „Katharerburg“ schlechthin. Zu Beginn des 13. Jahrhunderts waren ihre Befestigungsanlagen bereits weitgehend verfallen, als die führenden Geistlichen der katharischen Kirche auf einem 1206 abgehaltenen Konzil in Mirepoix den Grundherrn Raymond de Péreille mit ihrer Wiedererrichtung beauftragten, in Voraussicht auf die sich bereits abzeichnende militärische Konfrontation mit der römischen Kirche unter Papst Innozenz III. Die heute auf dem „Pog“ zu sehende Wehranlage ist allerdings nicht der katharische Bau von 1206, der nach seinem Fall 1244 abgetragen und durch die nun dort in Ruinen zu sehende Burg ersetzt wurde, die gegen Ende des 13. Jahrhunderts errichtet worden war. Vom ursprünglichen Bau sind heute nur noch die Terrassen auf der Bergspitze erhalten, auf denen die aus Holz und Stein gebauten Behausungen des katharischen Höhendorfs gestanden hatten. Das Dorf befand sich am westlichen Ende des Bergkamms und wurde von einem Graben geschützt, der vermutlich als Steinbruch für die festen Behausungen und Wehranlagen gedient hatte. Erreichbar war und ist das castrum über zwei denkbar beschwerliche Aufstiege, die beide gut zu verteidigen waren. Da ist zum einen der normale Zugangsweg über den Südhang, der direkt zum castrum führte und von dort aus mittels eines Katapults leicht verteidigt werden konnte. Dann gab es noch den weitaus schwierigeren Aufstieg über den gesamten Bergkamm, der an seiner Ostseite von einem befestigten Außenposten, dem „Roc de la Tour“, bewacht wurde, der zudem noch weitere 300 Meter vom castrum entfernt und 250 Meter tiefer zu diesem lag. Die Fundamente dieses Postens sind noch heute zu besichtigen.
Während des Albigenserkreuzzugs von 1208 bis 1229 diente der Montségur als sicheres Refugium für die katharische Gemeinde des Ariège und Lauragais. Der katharische Bischof von Toulouse, Guilhabert de Castres, hatte hier ab 1209 seinen Sitz bezogen, wodurch der Montségur faktisch zum Hauptsitz der katharischen Religion avancierte. Der Anführer des Kreuzzugs, Simon de Montfort, hatte es nie gewagt, die Burg zu belagern. Ihre Höhenlage im nördlichen Randgebiet der Pyrenäen hatte eine langwierige und aufwendige Belagerung durch das unter chronischem Personalmangel leidende Kreuzzugsheer schlicht unmöglich gemacht. Der Montségur gehörte ursprünglich zu den Domänen der Grafschaft Foix, doch im Vertrag von Paris, der den Albigenserkreuzzug beendete, wurde die Burg dem Kreuzritter Guy de Lévis zugesprochen, der auch schon Mirepoix als unmittelbares Kronlehen erhalten hatte. Faktisch aber blieb der Montségur in Katharerhand und bildete fortan eine Art autonome Kommune, von der aus die katharische Kirche ihre Organisationsstruktur aufrechterhalten konnte. Der Kreuzzug hatte die soziale Fundierung des Katharertums in der okzitanischen Gesellschaft nur bedingt schädigen können, doch mit dem Frieden von 1229 begann sich die Lage für die Gemeinde zu ändern, die nun der königlichen Strafverfolgung und einem von der Inquisition etablierten Denunziantentum ausgesetzt war. Entsprechend war die Bedeutung des Montségur als sicheres Domizil für die Gemeinde gewachsen, der zugleich als Operationsbasis des militanten okzitanischen Widerstandes diente. Der Montségur beherbergte eine große Anzahl kampfwilliger Okzitanier, die aufgrund ihres Widerstands gegen die königlichen und kirchlichen Autoritäten als „Faydits“ (katalanisch/okzitanisch: faïdits/faidits, deutsch: Renegaten, Gesetzlose, Verbannte) bezeichnet wurden, angeführt von Pierre Roger II. de Mirepoix, einem Vetter und Schwiegersohn Raymonds de Péreille. Die Faydits vom Montségur boten den katharischen Geistlichen auf deren Reisen Geleitschutz oder beteiligten sich an gewaltsamen Erhebungen gegen die königliche Obrigkeit, so zum Beispiel bei dem großen Aufstand des Raimund II. Trencavel im Jahr 1240.

## Anlass
Montségur haftete seither der Ruf einer berüchtigten Ketzerhochburg an, die sich jeder Autorität entzog. Der Geistliche Guillaume de Puylaurens nannte sie die „Synagoge des Satans“ (sathane synagoga) (Offb. 2,9). 1241 hatte sich Graf Raimund VII. von Toulouse gegenüber König Ludwig IX. zur Beseitigung dieses Widerstandsnests verpflichtet, als Bedingung für die Wiederaufnahme in die königliche Gunst. Noch im selben Jahr hatte der Graf tatsächlich einige Soldaten am Fuß des „Pogs“ aufziehen lassen, nach wenigen Tagen aber den Versuch zur Einnahme für gescheitert erklärt, um darauf wieder abzuziehen. Im Mai 1242 hatte sich der Graf von Toulouse seinerseits im Bunde mit dem englischen König zum Aufstand gegen die Krone erhoben. Dadurch offenbar ermutigt, hatten die Faydits vom Montségur einen Schlag gegen die Inquisitionsgerichtsbarkeit durchgeführt, als sie in der Nacht vom 28. auf den 29. Mai 1242 angeführt von Pierre Roger de Mirepoix in Avignonet die dort zur Nachtruhe residierenden Inquisitoren von Toulouse, Étienne de Saint-Thibery und Guillaume Arnaud, ermordeten. Das Attentat hatte die römisch-katholische Obrigkeit in einen Schock versetzt und der Erzbischof von Narbonne, Pierre Amiel, hatte die Exkommunikation über die Täter ausgesprochen, die auf ihrem Heimmarsch nach Montségur in einigen Ortschaften von der Lokalbevölkerung ob ihrer Tat gefeiert wurden. Zwar hatte es seit ihrem Bestehen immer wieder gewaltsame Angriffe von Seiten der einheimischen Bevölkerung gegen Angehörige der Inquisition gegeben, besonders gegen ihre örtlichen Untersuchungsrichter, Vollzugsbeamten und Denunzianten, aber Hand an die Chefinquisitoren des Languedoc zu legen hatte bis dahin niemand gewagt.
Der Aufstand des Grafen von Toulouse war indes noch im Herbst 1242 aufgrund seiner militärischen Unterlegenheit und der Niederlage des englischen Königs bei Taillebourg gescheitert, worauf er sich der französischen Krone unterwerfen und die Bedingungen des Vertrags von Paris erneut anerkennen musste. Im April 1243 hatten die Erzbischöfe von Narbonne und Arles den okzitanischen und provenzalischen Klerus in Béziers zu einem Konzil einberufen, das sich mit der Wiederherstellung der kirchlichen Ordnung nach dem Aufstand befassen sollte. Aller Wahrscheinlichkeit nach war auf diesem Konzil auch der Entschluss zu einem Feldzug gegen den Montségur als Vergeltung für das Attentat von Avignonet getroffen worden, auch wenn dieser Punkt in den nur spärlich erhaltenen Konzilsunterlagen nicht aufzufinden ist. Der königliche Seneschall von Carcassonne, Hugues d’Arcis, hatte in seinem Amtsbereich zur cavalgada aufgerufen, zum „Ritt des Königs“, was eine Mobilmachung aller wehrfähigen Männer bedeutete. Seine Amtsleute hatten allerdings bei der Durchsetzung des Musterungsbefehls bei der Lokalbevölkerung ihre Schwierigkeiten gehabt, da diese dem relativ jungen Regime der französischen Krone noch sehr reserviert gegenübergestanden hatte. Die Kirchenobrigkeit ihrerseits hatte mit dem Versprechen auf Kreuzzugsablässe um Söldner geworben, wenngleich die Charakterisierung des Montségur-Feldzugs als Kreuzzug bis heute umstritten ist, zumal eine offizielle Sanktionierung eines solchen Unternehmens niemals ausgesprochen wurde. Wie groß das Heer war, dessen Truppenteile ab den späten Maitagen 1243 am Fuß des Montségur nach und nach eintrafen, kann nicht ermittelt werden. Die häufig genannte Zahl von 10.000 ist rein hypothetisch und in Anbetracht der schwer zugänglichen Lage des Ortes und der damit verbundenen Versorgungslage wohl auch deutlich zu hoch gegriffen. Wahrscheinlich war es nicht größer als 1.000 Mann. Angeführt wurde das Heer von dem königlichen Seneschall Hugues d’Arcis, dessen Amtsbezirk der Montségur unterstand, dem Erzbischof von Narbonne, Pierre Amiel und dem Bischof von Albi, Durand de Beaucaire. Die beiden Prälaten waren nicht die ganze Dauer der Belagerung vor Ort geblieben, zu Winterbeginn hatten sie sich zu einem Kirchenkonzil nach Narbonne begeben.
Zu Beginn der Belagerung im Mai 1243 hatten sich mindestens 361 Personen auf dem Montségur befunden, von denen etwa die Hälfte die kampffähige Garnison ausmachte. Angeführt wurde das castrum von der Péreille-Mirepoix-Sippe, die mit 29 Familienangehörigen präsent war. 15 wehrfähige Männer, davon 12 Ritter, weiterhin 13 Frauen und einem Kleinkind, den Sohn des Befehlshabers Pierre Roger de Mirepoix. Dazu kamen noch 8 Ritter, von denen sieben als Faydits verfolgt wurden. Die Ritter wurden unterstützt von 10 Knappen und 55 weiteren bewaffneten Männern. Dazu waren noch 10 Meldegänger, die sich vermutlich an der Verteidigung beteiligt hatten, und ein Katapultkonstrukteur auf Montségur eingetroffen. Insgesamt dürfte die Garnison etwa 100 Mann ausgemacht haben. Die religiöse Gemeinschaft des Montségur hatte mindestens 210 Katharer umfasst, womit sich die Anzahl der Laien also auf etwa 150 belaufen haben muss. Von den Gläubigen sind 49 namentlich bekannt, von denen 34 Perfecti und 15 Perfectae waren. An der Spitze der Gemeinde stand der Katharerbischof von Toulouse, Bertrand Marty, der um das Jahr 1240 Guilhabert de Castres nachgefolgt war. Auch der Katharerbischof des Razès, Raymond Agulher, war anwesend.

## Die Belagerung

### Beginn
Über die Anfänge der Belagerung und ihren Verlauf in den immerhin noch knapp sieben Monaten des Jahres 1243 ist kaum etwas bekannt. Das französische Heer hatte sich nach und nach am Fuß des „Pogs“ eingefunden, aber von größeren Kampfhandlungen ist in diesem langen Zeitraum nichts bekannt. Dass das königliche Heer nicht übermäßig groß gewesen sein kann, verdeutlicht allein schon die Tatsache, dass es den Berg nicht mit einem geschlossenen Belagerungsring von der Außenwelt abriegeln konnte. Stattdessen mussten um ihn herum mehrere Wachposten errichtet werden, deren Abstände zueinander genügend Raum für Schlupflöcher boten, durch die die Verteidiger Kontakt zur Außenwelt halten konnten. Die Belagerer dürften darauf bedacht gewesen sein, die Versorgung des castrums zu unterbinden, das auf Nahrungsmittellieferungen aus dem Umland angewiesen war. Tatsächlich waren die Versorgungsströme mit Eintreffen der Franzosen augenblicklich abgebrochen, da sich die Händler aus Furcht vor ihnen nicht mehr vor den „Pog“ trauten. Allerdings hatten die Verteidiger ihre Vorratskammern bereits aufgefüllt und sich somit für eine lange Belagerung gewappnet. Zweifelsohne hatte Pierre Roger de Mirepoix den Plan zum unbedingten Durchhalten gefasst in der Hoffnung, dass die Belagerer bei Einbruch des Winters aufgeben würden.
Das Schicksal der Verteidiger hing aber letzten Endes von Graf Raimund VII. von Toulouse ab, auf dessen Unterstützung Pierre Roger de Mirepoix setzte. Montségur war ursprünglich eine Domäne der Grafen von Foix gewesen, von dem aktuellen Grafen, Roger IV., konnte man indes keine Hilfe erwarten, seit dieser sich im vorangegangenen Jahr gänzlich der Krone unterworfen hatte. Allerdings hatte die Vasallität der Herren vom Montségur zu den Grafen von Foix seit Generationen nur unter „Vorbehalt der dem Grafen von Toulouse geschuldeten Treue“ gegolten, der also der Oberlehnsherr von Montségur war. Noch bevor die Belagerung aufgenommen wurde, hatte Pierre Roger de Mirepoix über einen Mittelsmann Kontakt zu Raimund VII. von Toulouse aufgenommen, der etwa zur selben Zeit nach Rom aufgebrochen war, um dort die Gunst Papst Innozenz’ IV. und Kaiser Friedrichs II. zu gewinnen. Der Graf hatte schon 1240 während des Trencavel-Aufstands zwischen den Autoritäten der französischen Krone und den Faydits erfolgreich vermittelt, was sich nun auch Pierre Roger de Mirepoix von ihm erhoffte. Während der Belagerung hatte er schließlich durch einen Boten, dem unter Umgehung der französischen Wachposten der Zutritt zum Montségur gelungen war, die Nachricht erhalten, dass Graf Raimund VII. noch vor Winterbeginn 1243 zurückkehren und am Montségur vermittelnd intervenieren werde.
Indes war bis dahin am „Pog“ wenig passiert. Die Verteidiger hatten dennoch in den vielen kleinen Scharmützeln Verluste hinnehmen müssen. Der erste Tote war Raymond de Ventenac, ein Knappe der Mirepoix-Sippe, im Juni fiel der Sergeant Sicard de Puivert, im August der Sergeant Guillaume Gironda und im Oktober der Sergeant Guillaume Claret. Alle vier hatten noch auf dem Sterbebett das Consolamentum empfangen können, die Weihe zur Aufnahme in die Gemeinde der gläubigen Katharer. Fünf weitere Verteidiger waren verwundet worden.

### Entscheidung
Im Dezember 1243 hatten sich schließlich die entscheidenden Ereignisse, die zum Fall des Montségur führten, ereignet. Der unter Zeitdruck stehende Seneschall Hugues d’Arcis hatte sich angesichts des beginnenden Schneefalls offenbar zum Handeln gezwungen gesehen, um Bewegung in die festgefahrene Situation zu bringen. Über den Südhang hatte er nicht angreifen können, da die Verteidiger diesen Weg vom castrum aus mit einem Katapult beschießen konnten. So blieb nur noch der schwierigere Aufstieg im Osten des Bergkamms. Eines Nachts unternahm ein leichtbewaffneter Trupp der Belagerer, offenbar geübte Gebirgsjäger, angeführt von ortskundigen Männern, den gefährlichen Aufstieg die steilen Felswände hinauf. Die Besatzung des „Roc de la Tour“ wurde von diesem Coup überrascht und musste den Posten nach kurzem Kampf räumen. Die Verteidiger hatten offenbar vom castrum aus mehrere Gegenangriffe zur Rückeroberung ihres Außenpostens unternommen, worauf unter anderem zahlreich an diesem Ort aufgefundene Pfeilspitzen und Armbrustbolzen schließen lassen, allerdings hatten die Angreifer ihn für sich behaupten können.

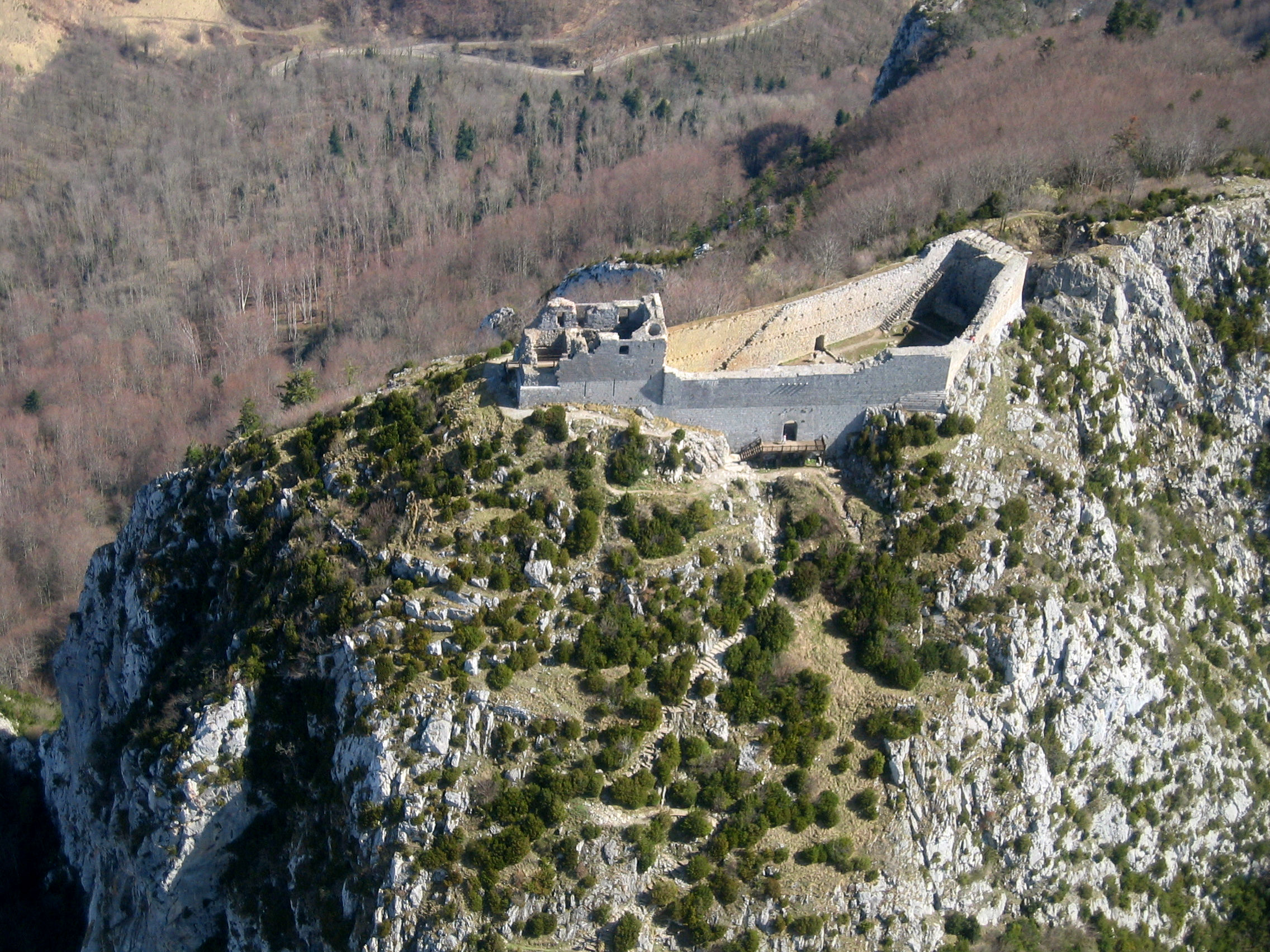
Das westliche Ende des Kamms und zugleich die Spitze des Montségur mit der im späten 13. Jahrhundert errichteten Burg

Der Verlust des „Roc de la Tour“ hatte die Lage der Verteidiger erheblich verschlechtert. Denn die Belagerer hatten mit ihm nun einen Brückenkopf gewonnen, auf dem sie nun nach und nach und ungestört ihre Männer und Belagerungsgeräte auf den „Pog“ hinaufbringen konnten. In dieser Situation hatte es Bertrand Marty noch vor Weihnachten für angebracht gehalten, die Kasse der religiösen Gemeinschaft in Sicherheit zu bringen. Möglicherweise war er auf diese Idee gekommen, nachdem um dieselbe Zeit der berühmt gewordene Brief des katharischen Bischofs von Cremona auf Montségur eingetroffen war, der seinen okzitanischen Glaubensbrüdern zur Exilierung in die lombardische Stadt geraten hatte, da die Katharer dort in Frieden leben könnten. Jedenfalls waren zwei Katharer mit der Geldkassette die Felswand am westlichen Ende des Kamms hinabgestiegen, die am Fuß des „Pogs“ einem Wachposten der Belagerer in die Arme liefen. Allerdings war der Posten aus zwangsrekrutierten Männern der nah gelegenen Ortschaft Camon zusammengesetzt, die nun bereitwillig ihre beiden Landsleute passieren ließen. Die beiden Katharer hatten die Geldschatulle in eine nicht näher benannte befestigte Grotte (spulga) in der oberen Grafschaft Foix in Sicherheit gebracht, wo sie seither als „Schatz des Montségur“ die Phantasie moderner Schatzsucher beflügelt. Die zwei Schatzträger waren zum Montségur zurückgekehrt. In den ersten Januartagen 1244 war dem Katapultkonstrukteur Bertrand de la Bacalaria der Zugang zum castrum gelungen, der die Verteidiger mit eigenen Geschützkonstruktionen unterstützte, mit denen der Beschuss der Angreifer beantwortet werden konnte. Er war von einem Amtsmann des Grafen von Toulouse geschickt wurden, der sich entgegen allen Ankündigungen noch immer in Italien aufhielt.
In den frühen Februartagen hatten die Belagerer den Aufstieg vom „Roc de la Tour“ zum castrum aufgenommen und dort nach heftigem Kampf dessen äußerste Verteidigungsanlage, die östliche Barbakane, eingenommen. Dort konnten sie nun ein Katapult aufstellen, mit dem sie über die Wehranlagen hinweg die Innenanlagen des castrums einem Bombardement aussetzen konnten. Belagerer und Verteidiger lieferten sich fortan auf dem „Pog“ regelrechte Artilleriegefechte, von denen noch heute zahlreiche Kalkkugeln zeugen, die in dem Wald, der den Kamm bedeckt, verstreut herumliegen. Mitte Februar 1244 unternahmen die Belagerer einen Direktangriff auf die Mauern des castrums, die sie mit Leitern zu überwinden suchten. Die Verteidiger konnten den Angriff allerdings zurückschlagen, wobei der junge Ritter Jourdain du Mas tödlich verwundet wurde, dem noch das Consolamentum erteilt werden konnte. In den darauf folgenden Wochen waren der Sergeant Bernard Rouain und der Ritter Bertrand de Bardenac gefallen, die ebenfalls das katharische Sakrament empfingen. Zu den Verletzten in dieser Zeit gehörte unter anderem der Ritter Guillaume de Lahille. Gegen Monatsende hatten die Verteidiger noch einmal eine Handvoll Männer als Verstärkung erhalten, sie waren vom Wachposten von Camon durchgelassen wurden, von denen einer ein Bote des Bruders Pierre Rogers de Mirepoix war. Dieser hatte ihm ausgerichtet, noch bis April durchzuhalten, da bis dahin der Graf von Toulouse an der Spitze eines kaiserlichen Heeres zu ihrer Rettung eintreffen werde. Am 26. Februar wurde der Sergeant Bernard de Carcassonne verwundet und vor seinem Tod konsoliert. Am 1. März fiel der Katalane Ferrer, der bayle Pierre Rogers de Mirepoix, der das neunte und auch letzte Opfer der Kampfhandlungen am Montségur war.

### Kapitulation und Scheiterhaufen
Bereits am 2. März hatte Pierre Roger de Mirepoix Kontakt zu Hugues d’Arcis zur Aushandlung von Kapitulationsbedingungen aufgenommen. Die Nahrungsvorräte im castrum müssen zu diesem Zeitpunkt bereits ausgeschöpft und die Verteidiger, besonders die Zivilisten, von der Winterkälte und dem andauernden Beschuss, der die Dächer ihrer Häuser zerstört hatte, physisch und psychisch am Ende gewesen sein. Der Graf von Toulouse war nicht erschienen und er würde auch niemals am Montségur eintreffen, der in seinen politischen Ränken zwischen Papst und Kaiser tatsächlich keine Rolle spielte. Die Kapitulationsverhandlungen waren schnell vonstattengegangen, da Hugues d’Arcis einen schnellen Schlusspunkt setzen wollte und deshalb die von Pierre Roger de Mirepoix angebotenen Bedingungen sofort annahm. Pierre Roger hatte sich zur Aushändigung des castrums an die „Kirche und den König“ nach einem zweiwöchigen Waffenstillstand und zur sofortigen Stellung von Geiseln bereiterklärt, wofür ihm und den anderen Attentätern von Avignonet eine Generalamnestie ausgesprochen werden sollte. Der Seneschall seinerseits verlangte zudem die Auslieferung aller bekennenden Katharer, die, sofern sie nicht ihrem Glauben abzuschwören bereit waren, sofort verbrannt werden sollten. Allen anderen Männern und Frauen wurde ein freies Geleit zugestanden, nachdem sie sich der Inquisition zur Befragung (inquisitio) gestellt hätten. Das castrum sollte anschließend den Dienstmannen des Guy II. de Lévis übergeben werden, seines laut Vertrag von Paris rechtmäßigen Besitzers.
Der Tag der Kapitulation war auf den Mittwoch, dem 16. März 1244 festgelegt wurden. Die gläubigen Katharer hatten bis dahin die Zeit genutzt, um ihre letzte Habe unter den Laien zu verteilen. Nicht einer von ihnen hatte von seinem Glauben abgeschworen, um von dem drohenden Scheiterhaufen verschont zu werden, der unterdessen am Fuße des „Pogs“ von den Belagerern errichtet wurde. Stattdessen traten am 13. März einundzwanzig Männer und Frauen vor die Bischöfe Bertrand Marty und Raymond Agulher, um von ihnen die Erteilung des Consolamentum zu erbitten. Unter ihnen befanden sich die Frau und Tochter sowie eine Cousine von Raymond de Péreille. Am Morgen des 16. März verließen Pierre Roger de Mirepoix, seine Garnison und alle Laien den Montségur, während die Gläubigen von Erzbischof Pierre Amiel zusammengetrieben und zur Konversion zum katholischen Glauben aufgerufen wurden. Nachdem keiner von ihnen den Glaubenswechsel angenommen hatte, wurde der Scheiterhaufen entzündet, in den sich die Katharer wohl über Leitern steigend warfen, um den Worten Guillaumes de Puylaurens folgend in die „Feuer des Tartarus“ überzugehen. Esclarmonde de Péreille, die junge Tochter des Burgherrn, soll sich als erste in die Flammen gestürzt haben. Puylaurens gab die Anzahl der Verbrannten mit „fast 200“ an, während Guillaume Pelhisson die Zahl mit 211 präzisierte. Anhand der überlieferten Zeugenaussagen hat Michel Roquebert die Anzahl von 225 ermittelt, von denen 63 namentlich genannt werden, wobei eine Perfecta in ihren Heimatort Bram gebracht wurde, um dort verbrannt zu werden.
Seit Mitte des 20. Jahrhunderts erinnert ein auf dem „Feld der Verbrannten“ (Prat des Cremats) errichteter Gedenkstein an dieses Ereignis. Vier Katharer indes hatten den Fall des Montségur überlebt. Sie wurden von Pierre Roger de Mirepoix noch in der Nacht des 15. März den Berg mit dem Auftrag hinabgeseilt, ihre zu Weihnachten in Sicherheit gebrachte Gemeindekasse zu bergen. Von ihnen weiß man, dass sie sich später in Caussou, dann in Prades d’Ailon und dann in Usson aufhielten. Zwei von ihnen sind schließlich nach Italien emigriert, vielleicht den „Katharerschatz“ mit sich führend.
Der Scheiterhaufen vom Montségur war kein Scheiterhaufen der Inquisition. Der Inquisitor Ferrer war zwar wahrscheinlich vor Ort gewesen, hatte allerdings weder von Erzbischof Pierre Amiel noch von Seneschall Hugues d’Arcis die Gelegenheit für eine gerichtliche Befragung der Katharer eingeräumt bekommen, nach der er etwaige individuelle Urteile hätte fällen können. Erzbischof und Seneschall hatten auf eine sofortige Exekution ohne vorheriges Tribunal bestanden und hatten damit auf das Vorgehen Arnaud Amaurys und Simons de Montfort während des Albigenserkreuzzugs zurückgegriffen.

## Fazit
Montségur war der letzte Rückzugsort der katharischen Gemeinde in Okzitanien gewesen. Sein Fall hatte im weiteren Sinn den endgültigen militärischen Schlusspunkt eines sechsunddreißigjährigen Kampfes gesetzt, der die bereits im Vertrag von Paris 1229 bestimmte politische und religiöse Ordnung des südfranzösischen Languedoc zementierte. Mit seinem Verlust und der Verfolgung durch die Inquisition ausgesetzt hatten die Katharer ihre Kirchenorganisation und soziale Vernetzung nicht mehr aufrechterhalten können. Im frühen 14. Jahrhundert war das Katharertum in Frankreich schließlich gänzlich verschwunden. Häufig wird allerdings die Burg Quéribus in den südlichen Corbières als „letzte katharische Festung“ bezeichnet, die 1255 nach einem Handstreich von königlichen Truppen eingenommen worden war. Obwohl deren Herr Xacbert de Barbaira ein berüchtigter Faydit war und zeitweilig auch katharische Würdenträger beschützt hatte, so hatte diese Burg im Jahr ihrer Einnahme keine katharische Gemeinde beherbergt. Ihre Einnahme markierte lediglich den Beginn einer politischen Regelung, die die Könige von Frankreich und Aragón als Folge der durch den Albigenserkreuzzug entstandenen neuen Machtverhältnisse im Languedoc in Angriff nehmen mussten und 1258 im Vertrag von Corbeil durch eine Grenzziehung beschlossen hatten.

## Rezeption
Die Belagerung inspirierte die britische Heavy-Metal-Band Iron Maiden zu dem Lied Montségur auf ihrem 2003 veröffentlichten Album Dance of Death.
Der deutsche Autor Peter Berling hat den Fall des Montségur zum Ausgangspunkt der Handlung seiner fünfbändigen Romanreihe Die Kinder des Gral (1991–2005) gemacht.
In ihrem Roman Geier über dem Montségur. Der heldenhafte Kampf einer Schar auserlesener Ritter gegen König und Papst erzählt die deutsche Autorin Inge Ott die Geschichte aus der Sicht der Belagerten.